# Thomas Greinwald
Thomas Greinwald (* 9. Jänner 1821 in Gseng, Gemeinde Abtenau; † 19. Oktober 1875 in Wien) war ein österreichischer Bildhauer.

## Leben
Greinwald studierte Bildhauerei an der Königlichen Kunstakademie in München unter Ludwig Schwanthaler und Max von Widnmann. Für das Stift Sankt Peter in Salzburg schuf Greinwald fünf lebensgroße Statuen (Römischer Krieger, Barmherziger Samariter, Hl. Genoveva, Diana und Johannes der Täufer). Weiters modellierte er auch eine Büste der Kaiserin Karolina Augusta und des Kaisers Franz Joseph I. für das Salzburger Erzbischöfliche Palais.
In den 1860er Jahren war Thomas Greinwald im Wiener Arsenal tätig. So fertigte er zwei Marmorreliefs mit Darstellungen aus dem Leben der Hl. Elisabeth für die Pfarrkirche Arsenal an. Für die Feldherrenhalle des k.k. Hofwaffenmuseums (heute Heeresgeschichtliches Museum) schuf er zwei lebensgroße Statuen, nämlich Feldmarschall Josef Wenzel Radetzky (1867) und Feldmarschall Raimondo Montecuccoli (1869). Greinwald war Mitglied des Münchner Vereins für Christliche Kunst.
Am 19. Jänner 1869 stiftete der Künstler der Genossenschaft bildender Künstler eine Kaiserbüste in Gips.

## Werke (Auszug)
- Bildnisstatuette Feldmarschall Heinrich Freiherr von Heß, nach 1859, Alabaster, 16,5 × 17 × 13 cm, Heeresgeschichtliches Museum, Wien
- Statue Feldmarschall Radetzky, Carrara-Marmor, 1867, Feldherrenhalle des Heeresgeschichtlichen Museums, Wien
- Statue Feldmarschall Montecuccoli, Carrara-Marmor, 1869, Feldherrenhalle des Heeresgeschichtlichen Museums, Wien